# Super Dragon Ball Z
Super Dragon Ball Z (超ドラゴンボールZ?, Chō Doragon Bōru Zetto) è un videogioco di tipo picchiaduro in 3D per sala giochi e PlayStation 2, basato sulla serie di anime e manga Dragon Ball Z.
Rispetto ad altri giochi del periodo (2005/2006) ispirati al franchise, in questo titolo il gameplay richiama più i picchiaduro "classici": ad esempio viene fatto un minor uso della tecnica del volo, che consuma energia, e delle sequenze di animazione, che vengono comunque utilizzate nelle mosse finali Dragon Finish, e la barra di energia per i super-colpi si ricarica attaccando il nemico. La grafica è in cel-shading e lo stile visivo del gioco richiama principalmente il manga, ad esempio con le schermate di caricamento e mostrando le onomatopee dei colpi.

## Modalità di gioco
- Originale: In questà modalità si potrà intraprendere un percorso affrontando battaglie consecutive fino allo scontro con Cell. Si possono raccogliere le Sfere del Drago.
- Sopravvivenza Z: In questa modalità lo scopo è continuare a vincere le battaglie per raccogliere le Sfere del Drago. Tuttavia, per giocare a questa modalità è necessaria una carta personaggio.
- Evocazione Drago: In questa modalità, se si posseggono tutte le Sfere del Drago, si potrà evocare Shenron. Ci sono desideri segreti con requisiti speciali.
- Scontro: In questa modalità si potrà giocare con gli amici. Vi è anche un'impostazione Handicap.
- Allenamento: In questa modalità è possibile far pratica con le mosse. Ci si potrà mettere alla prova, impostando l'atteggiamento dell'avversario e configurando l'ambiente.
- Personalizza: In questa modalità è possibile creare/eliminare le carte personaggio, e se lo scartamento EXP è pieno vi è possibile apprendere nuove abilità.
- Opzioni: In questa modalità è possibile cambiare il sistema di gioco e le impostazioni del controller, e salvare/caricare i dati.

## Personaggi giocabili
La lista dei personaggi giocabili con le loro statistiche.
| Personaggio    | Attacco | Proiezione | Aura | Azione |
| -------------- | ------- | ---------- | ---- | ------ |
| Goku           | 5/5     | 3/5        | 3/5  | 3/5    |
| Gohan          | 5/5     | 3/5        | 3/5  | 2/5    |
| Crilin         | 2/5     | 2/5        | 5/5  | 5/5    |
| Piccolo        | 3/5     | 4/5        | 4/5  | 2/5    |
| Trunks         | 5/5     | 3/5        | 2/5  | 3/5    |
| Vegeta         | 3/5     | 3/5        | 5/5  | 3/5    |
| Freezer        | 2/5     | 4/5        | 5/5  | 4/5    |
| Androide N° 16 | 5/5     | 2/5        | 3/5  | 0/5    |
| Androide N° 17 | 4/5     | 2/5        | 3/5  | 2/5    |
| Androide N° 18 | 2/5     | 2/5        | 3/5  | 5/5    |
| Cell           | 5/5     | 2/5        | 4/5  | 4/5    |
| Chichi         | 2/5     | 3/5        | 2/5  | 5/5    |
| Majin Bu       | 4/5     | 2/5        | 4/5  | 4/5    |
| Majin Vegeta   | 5/5     | 3/5        | 5/5  | 3/5    |
| Re Piccolo     | 4/5     | 4/5        | 2/5  | 2/5    |
| Gohan Supremo  | 5/5     | 2/5        | 3/5  | 3/5    |
| Videl          | 4/5     | 3/5        | 0/5  | 5/5    |
| Cyborg Freezer | 4/5     | 2/5        | 5/5  | 3/5    |

## Livelli
- Torneo Mondiale
- Osservatorio di Dio
- Capitale dell'Est
- Area desertica
- Pianeta Namecc
- Ring di Cell
- Palazzo di Yenma

## Doppiaggio
| Personaggio    | Doppiatore giapponese | Doppiatore americano |
| -------------- | --------------------- | -------------------- |
| Goku           | Masako Nozawa         | Sean Schemmel        |
| Gohan          | Masako Nozawa         | Stephanie Nadolny    |
| Gohan Supremo  | Masako Nozawa         | Kyle Hebert          |
| Crilin         | Mayumi Tanaka         | Sonny Strait         |
| Piccolo        | Toshio Furukawa       | Christopher Sabat    |
| Trunks         | Takeshi Kusao         | Eric Vale            |
| Vegeta         | Ryo Horikawa          | Christopher Sabat    |
| Vegeta Majin   | Ryo Horikawa          | Christopher Sabat    |
| Freezer        | Ryusei Nakao          | Linda Young          |
| Freezer Cyborg | Ryusei Nakao          | Linda Young          |
| Androide Nº 16 | Hikaru Midorikawa     | Jeremy Inman         |
| Androide Nº 17 | Shigeru Nakahara      | Chuck Huber          |
| Androide Nº 18 | Miki Itou             | Meredith McCoy       |
| Cell           | Norio Wakamoto        | Travis Willingham    |
| Presentatore   | Jun Hattori           | Eric Vale            |
| Shenron        | Kenji Utsumu          | Christopher Sabat    |
| Narratore      | Jyouji Yanami         | Kyle Hebert          |
| Chichi         | Naoko Watanabe        | Cynthia Cranz        |
| Majin Bu       | Kouzou Shioya         | Josh Martin          |
| Re Piccolo     | Takeshi Aono          | Christopher Sabat    |
| Videl          | Yuko Minaguchi        | Brina Palencia       |
| Olong          | Naoki Tatsuta         | Brad Jackson         |